# BEMANI
비마니(영어: BEMANI, 일본어: ビーマニ)는 코나미 산하의 음악 비디오 게임 부서이다. 1997년 게임스 & 뮤직 디비전(약칭 G.M.D.)이라는 사명으로 시작했으며, 이후 1999년 회사가 제작한 첫 번째 게임이자 가장 큰 상업적 성공을 거둔 《비트매니아》를 따서 현사명으로 변경했다.
코나미의 각종 리듬 및 음악 관련 게임들을 제작하며, 대표 작품으로 《댄스 댄스 레볼루션》, 《기타도라》, 《팝픈 뮤직》이 있다.

## 주요 게임 목록
- 비트매니아
  - 비트매니아 III
- 비트매니아 IIDX
- 댄스 댄스 레볼루션
- 댄스매니악스
- 팝픈뮤직
  - 팝픈스테이지
  - 헬로 팝픈뮤직
- 기타프릭스 & 드럼매니아
  - 기타프릭스 XG & 드럼매니아 XG
  - 기타도라
- 키보드매니아
- 파라파라파라다이스
- 맘보 아 고고
- 토이즈 마치
- 댄스 86.4
- 유비트
- 리플렉 비트
- 댄스 에볼루션
- 사운드 볼텍스
- 미라이다갓키
- 비트스트림
- 뮤제카
- 노스텔지어 (음악 게임)
- 댄스러시 스타돔

## 개발 중단 된 주요 게임 목록
- 랩 프릭스 (개발 중단)
- 오토이로하 (개발 중단)

## 용어
이하는 비마니 시리즈의 게임에서 쓰이는 용어들이다. 요즘엔 타 리듬게임들에도 쓰이곤 한다. 각 게임 항목에 더 자세히 설명된 것도 있다.
DARK
박자 맞추기를 보조하는 여러 가지 요소와 스킨이 표시되지 않는다. 기타도라, 팝픈뮤직에서는 스킨이 모두 검은색이 된다. 판정선의 위치만 익혀두면 다른 표시가 없어지기 때문에 보면에 집중할 수 있다는 장점이 있으나, 팝픈뮤직에서는 방해 요소로써의 성향이 강하다. 기타도라는 연주 옵션으로 등장하지만, 팝픈뮤직은 초 챌린지 모드의 노르마로만 선택할 수 있다.
MIRROR
연주 설정 중 하나로, 보면이 좌우로 뒤바뀌게 된다. 비트마니아 시리즈의 경우 스크래치는 섞이는 대상에 포함되지 않는다.
RANDOM(SHUFFLE)
연주 설정 중 하나로, 보면이 줄(라인)간격으로 뒤섞인다. DDR 시리즈는 SHUFFLE이란 이름으로, 나머지 시리즈에는 RANDOM이라는 이름으로 표시되어 있다. 이 설정을 사용하면 계단 모양을 연주하기가 쉬워지지만, 모양에 따라 연주하기 난해한 보면 모양이 나올 수 있다. 팝픈뮤직의 경우 동시치기가 누를 수 없는(힘든) 모양이 될 수 있다.
SUPER RANDOM(S-RANDOM)
연주 설정 중 하나로, 보면이 노트 간격으로 뒤섞인다. 세로연타가 나오는 구간이 완전히 뒤죽박죽이 된다.
변속(ソフラン)
채보의 BPM이 바뀌는 것을 말한다. 실질적으로는 큰 폭(약 2배)으로 BPM이 변화하는 일을 일컫는다. BPM의 표기가 '142?'처럼 명확하게 되어있지 않거나, '124-888' 같이 극단적인 변화폭을 보이는 곡이 의미있는 변속 구간이 존재하는 것이다. 기타도라는 BPM이 변화하면 칩의 밀도가 자동으로 정렬되므로 이 말은 의미가 없다.
계단(階段)
노트가 계단처럼 내려오는 모양을 한 것을 말한다. 가장 작은 3계단, 5계단, 7계단이 주류를 이루며 팝픈뮤직에는 9계단도 있다. 드럼마니아는 드럼 막대기를 이용하는 특성 상, 거의 나오지 않는다. 기타프릭스는 조작의 특성 상 계단이 산재하는 곡은 매우 어려운 곡으로 분류된다.
세로연타(縦連打)
말 그대로 줄을 타고 내려오는 노트가 일정 간격으로 계속 떨어지는 것을 말한다. 드럼마니아는 특성 상 세로연타가 많고, 이런 부분의 난이도가 극단적으로 높지는 않지만 곡에 따라서는 체력 소모가 매우 심한, 엄청난 분량의 세로연타가 있다. 비트마니아나 팝픈뮤직, DDR은 박자를 놓치기 쉬워 순식간에 좋지 않은 판정을 받게 될 수 있다.
트릴(トリル)
세로 연타가 동시에 여러 줄에서 서로 다른 간격을 두고 떨어지는 모양을 말한다(교환 세로연타). 미세하게 박자가 바뀌는 일이 잦은데, 이 때에는 일반적인 세로연타와 더불어 자칫 대량의 BAD나 불량 판정을 받을 수 있다. 기타프릭스에서는 계단과 더불어 연주하기 매우 어려운 모양으로 여겨진다.
데님(デニム)
비트마니아 시리즈에서, 백색, 흑색 버튼을 각각 전부 눌러야 하는 모양을 말한다. 비트매니아의 곡 중 하나인 ‘DENIM (ELECTRO MIX)’에서 유래했다. IIDX에서는 ‘V’, ‘嘆きの樹’가 유명하다.
동시누름(隣接同時/同時押し)
근처 여러개의 버튼을 동시에 눌러야 하는 모양을 말한다. 동시에 칠 수 있는 물리적 한계가 3개인 드럼매니아에서는 의미가 없다. 댄스 댄스 레볼루션에서는 3개 패널 이상의 노트가 등장하지 않으며 에디트로도 3패널 노트는 만들 수가 없다. 버튼이 상하로 분산되어 있는 비트마니아, 팝픈뮤직은 누르기 난해한 일이 많은 모양이다.
보더 클리어(ボーダークリア), 역 보더(逆ボーダー)
말 그대로 클리어 상태로부터 단 1칸의 여유만으로 클리어 하는 것을 뜻한다. 이와 반대로 단 1칸 차이로 클리어에 실패하면 역 보더라고 한다. 기타도라나 비트마니아, 팝픈뮤직의 서바이벌 게이지는 남아 있는 상태로 곡을 끝내는 것이 클리어가 되므로 보더 클리어나 역 보더같은 말이 무의미하다. 비트마니아나 팝픈뮤직의 일반 게이지 상태에서 통용되는 단어이다.
최후반살인(最後殺し/ラス殺し)
곡의 끝 무렵 연주하기 어려운 모양의 노트가 떨어져 클리어를 방해하는 곡을 말한다.
기타도라(ギタドラ)
기타프릭스와 드럼매니아 시리즈는 시스템이나 수록 곡, 게임 디자인이 같고 실질적으로 동일 기종으로 여겨져 상기 2개 작품을 묶어서 부른다. 또, 여기에 함께 다중 세션을 구성하는 키보드매니아까지 포함해 〈기타드라키〉라고 불리기도 하지만, 잘 사용되지 않는 편이다.

## 하드웨어

### 4세대 기판
4세대 기판은 BemaniPC라고도 불리며, 두 단어 다 공식적으로 코나미가 사용하는 것이 아니라 사람들 사이에서 통하는 속칭이다. 이것은 이름 그대로 WXPE를 운영 체제로 사용하는 PC이다. 비트마니아 IIDX 9th, 기타도라(기타프릭스와 드럼마니아의 약어) V4, 팝픈 뮤직 15, 유비트 등 근래의 비마니 시리즈는 모두 4세대 기판을 사용한다. 비마니 시리즈는 아니지만 오토메디우스도 4세대 기판을 사용한다. 이 기판을 사용한 기체들의 사양은 게임과 그 시리즈, 그리고 정정판(revision)인지의 여부에 따라 다소 차이가 난다. 또한 잠마 규격을 따르지 않는다.

#### 기체 사양
아래는 기체(아케이드 캐비닛)의 내부와 외부, 큰 부품에 대한 간단한 설명이다.
- 16:9의 종횡비(AR)을 가진 50인치 SDTV급 CRT 모니터. IIDX는 42인치로 교체되고 남는 공간은 금속으로 덮어졌으며, 팝픈 뮤직은 4:3 종횡비의 23인치 CRT 모니터를 사용한다.
- 고휘도 LED와 옴론 주식회사의 마이크로스위치를 사용하는 버튼 14개. 팝픈 뮤직은 9개의 LED 내장 대형 돔(dome)형 버튼을 사용한다.
- IIDX의 턴테이블은 회전 등의 움직임을 감지하는 광인식형 로터리 인코더를 사용한다.
- IIDX는 5개의 아날로그형 스위치를 가지고 있으며, 각 스위치는 실질적으로 16단계의 조정이 가능하다.
- IIDX의 발판은 저음(베이스)에 따라 진동을 일으키도록 되어 있다.
- 코나미의 E-AMUSEMENT 사용과 접속을 위한 IC 카드 리더기 2개가 장착되어 있다. 팝픈 뮤직, 유비트, 기타도라는 1개가 장착되어 있다. E-AMUSEMENT PASS, 즉 IC 카드는 서버 접속때 필요한 카드 각개의 고유 ID만을 가지고 있으며, 실질적인 사용자의 정보는 모두 코나미의 서버에 저장된다. 각 카드 리더는 4자리의 IC 카드 비밀번호 입력에 필요한 숫자 키패드를 가지고 있다.
- 자체 설계한 스피커와 내장형 앰프가 있다.

그리고 주기판, 즉 PC 메인보드와 기체의 각종 외부 장치를 연결하기 위해 코나미제 입출력 컨트롤러가 설치되어 있다. 이것은 메인보드의 USB 포트와 기체에 장착된 각종 장치(아날로그 스위치, 카드 리더기 등)를 연결해주는 역할을 하며, USBIO라고도 불린다. 컨트롤러의 칩셋은 흔히 컴퓨터의 USB와 다른 입출력 장치를 연결할 때 쓰이는 사이프레스(Cypress) EZUSB 마이크로컨트롤러를 사용한다. 또한 EZUSB의 프로그램이 담겨진 NVRAM이 있으며, EZUSB의 부족한 핀 수를 보완하기 위한 FPGA 입출력 분배기(multiplexer)가 있다. 마지막으로 불법 복제, 비정상적인 캐비닛의 입수를 통한 사용을 방지하기 위한 보안 장치(보안 카트리지)가 있다.

#### PC 사양
비트마니아 IIDX 기체의 4세대 초기 기판에 사용된 PC의 부품, 즉 사양에 대한 설명이다. 여기서는 널리 해체되어 알려진 IIDX를 중심으로 다루지만, 팝픈 뮤직이나 기타도라의 기판도 차이는 없다. 그러나 신형 기판은 기타도라 V5 이상, 팝픈뮤직 16 이상에는 채용되지 않은 것으로 보인다.
- 펜티엄 4 2.4GHz (B)
- PC2100 256MB DDR SDRAM
- 엔비디아(nVIDIA) GeForce 4 MX 440 AGP 8X VRAM 64MB
- 리얼텍 HD 내장형 사운드 카드
- 40GB PATA(IDE) 하드디스크

비트마니아 IIDX 14부터는 타이토 타입 X+를 기반으로 한 신형 기판을 사용한다.
- 펜티엄 4 2.5GHz (B)
- PC2700 256MB DDR SDRAM
- ATi Radeon X1300 AGP VRAM 256MB
- 리얼텍 HD 내장형 사운드 카드
- 80GB SATA 하드디스크

#### 특징과 보안
단순히 저 PC 사양대로 사용할 수도 있으며, 자유롭게 캐비닛을 분해해 부품을 바꿀 수 있다. 타이토 타입 X+와 같은 본체 외장을 사용하는데, 이 외장재가 일반 PC 케이스와 거의 유사한 모양이며 내부 부품도 전혀 다를 게 없기 때문이다. 이런 행위를 막기 위한 추가적인 보안 장치, 펌웨어, 비표준 부트로더는 없다. 운영 체제는 WXPE를 사용한다. 기체에 전원이 들어오게 되면, 일상적으로 볼 수 있는 PC의 BIOS 화면이 나온다. 이후, XP 로고는 BOOT.INI의 수정으로 보이지 않고 검은 화면만 나온다. XP의 부팅이 끝나면, 코나미가 자체적으로 만든, 게임 실행을 위한 각종 사전 준비 과정을 담은 배치 파일이 자동으로 실행된다(KWXPES). 준비 과정에서 게임 종류와 버전 표시, 보안 장치 검사, 하드디스크 검사, 환경 변수 설정 등이 이루어진다. 이후 자동으로 해당 기체의 게임이 실행된다. E-AMUSEMENT 서버에 접속이 허가된 하드웨어 ID(아래를 참조)의 기체가 인터넷에 연결되어 있으면, 서버로부터 자동적으로 업데이트(패치)를 받거나 곡 해금 여부, 이벤트 상황에 대한 정보를 다운받게 된다.
4세대 기판은 불법 복제를 방지하기 위한 몇 가지 보안 기능이 탑재되어 있다. 일단, 각각의 게임 시리즈는 다른 하드디스크에 담겨져서 입수된다(물론 OS와 PC 하드웨어의 연동도 개별적으로 조율이 된 하드디스크이다). 또한 이 하드디스크의 게임 내용과 부합하는 보안 카트리지도 함께 제공된다. KWXPES와 게임 자체의 실행 과정에서 USBIO를 통해 이 보안 카트리지의 존재 유무와 내용과 하드웨어적 정보의 일치 여부를 판단하며, 성공적으로 이 과정이 이루어지지 않으면 게임이 동작하지 않게 된다. 이외에도, 보안 카트리지와 USBIO 기판은 각각 고유의 ID를 가지고 있다. 이 ID는 E-AMUSEMENT 서버에 접속할 때 일종의 제품 번호로서 사용되며, 테스트 모드(아케이드 게임의 설정 메뉴)에서 확인할 수 있다.
게임 프로그램 자체와 OS 관련 내용은 하드디스크에 아무런 조작 없이 저장되어 있다. 게임 프로그램이 사용하는 게임 데이터는 임의 추출을 막기 위해 XOR 연산이나 모듈러 대수 연산같은 방법으로 스크램블(scrambling)이 되어 있다. 하지만, 게임 프로그램 자체는 아무런 암호화가 되어 있지 않기 때문에 이런 스크램블이나 암호화는 일반적인 역공학으로 쉽게 무효화할 수 있다. 데이터 종류별 암호화에 대한 간단한 내력은 다음과 같다.
- 음향 데이터. IIDX의 경우 9th~12th까지 시리즈별로 다른 스크램블 방식을 사용했지만, 12th 이후로 알고리즘에 아무런 변화도 있지 않았다.
- 곡명과 정보. 10th 이후 알고리즘에 변화가 없었다.
- 화상 텍스처. 이는 IIDX 13th만 해당되는 사항이다. 화상 텍스처의 스크램블은 다른 데이터의 그것에 비해 난해한 것으로 알려져 있다.

비트마니아 IIDX 13은 모든 게임 정보를 마법 수가 변경된 CRC-32를 사용해 검사한다. 만약, 하나의 오류라도 발견되면 게임이 실행되지 않는다. 다른 게임도 사용하는 함수는 정확하지 않지만 동일한 기작이 게임 실행 중 이루어진다.

## 대한민국에서의 비마니
대한민국에서는 비트매니아 2ndMIX가 '비트스테이지'라는 이름으로 처음 정식으로 발매된 이후 현재까지 여러 작품이 정식 수입되고 있다. 아케이드 시리즈의 수입과 배급을 맡는 회사는 (주)유니아나이다. 하지만 리듬게임의 인기 저하와 오락실 업계의 침체와 몰락으로 인해 코나미는 대한민국 아케이드 시장에서 철수하였다. 이는 비마니 시리즈 또한 예외는 아니여서 2002년부터 2007년까지 정식 발매뿐만 아니라 모든 정식적인 수입이 중단되었다.
그러나 2008년 e-AMUSEMENT 미지원 상태로 드럼매니아 V4가 정식 발매되고, 2009년 유비트 정식 발매를 시작으로 2011년 리플렉 비트, 2012년 사운드 볼텍스등 신규 시리즈를 중심으로 정식 수입이 재개되었고, 이들 작품이 신규 유저층을 유치하는데 성공하면서 2013년 비트매니아 IIDX 등 기존의 BEMANI 시리즈도 수입이 다시금 이루어지고 있다.
최근 BEMANI 시리즈의 행보들을 봤을 때 신작제품의 잇따른 정식 발매, 비트매니아 IIDX의 정식 발매, 그리고 댄스 댄스 레볼루션의 로케이션 테스트와 얼마 후 미라이다갓키의 로케이션 테스트를 시작했다는 점에서 BEMANI 시리즈를 통해 한국 아케이드 시장에 재진출을 할려는듯 한 행보를 보여주고 있다.

## 비마니 포켓
비마니 포켓(Bemani Pocket)은 코나미의 비마니 시리즈 게임들을 휴대용 게임기 형태로 만든 시리즈를 말한다. 이 시리즈는 1998년부터 2002년까지 발매되었다. 별도의 롬을 사용하는 것이 아닌, 게임기 자체에 데이터가 내장되어있는 방식을 사용한다. 음원도 게임기 자체 음원을 사용한다. 비트매니아, 팝픈 뮤직, 댄스 댄스 레볼루션, 기타프릭스, 파라파라 파라다이스가 비마니 포켓으로 발매되었다.

## 참조

### 내용주
1. ↑  영어: Games & Music Division